# Кома (Красноярский край)
Кома — посёлок в Новосёловском районе Красноярского края России. Административный центр Комского сельсовета.

## География
Посёлок находится на расстоянии 22 км к востоку от села Новосёлово, административного центра района.

## Население
| 2010 |
| ---- |
| 739  |

### Половой состав
По данным Всероссийской переписи населения 2010 года, в посёлке проживало 739 человек (361 мужчина и 378 женщин).

## Известные уроженцы
- Анашкин, Михаил Борисович (1901—1951) — советский военачальник, генерал-лейтенант, Герой Советского Союза.